# 京極高盛
京極 高盛（きょうごく たかもり）は、丹後国田辺藩の第3代藩主、のち但馬国豊岡藩初代藩主。豊岡藩京極家3代。

## 略歴
田辺藩の第2代藩主・京極高直の長男として、江戸向柳原邸で生まれる。寛文3年（1663年）、父の死去により跡を継ぐ。このとき、弟の高門に2000石を分与した。寛文8年（1668年）5月3日、田辺藩から豊岡藩に移封される。しかしもともと病弱だったため、寛文7年（1667年）から養嗣子に迎えていた弟の高住に延宝2年（1674年）3月18日、家督を譲って隠居した。
宝永6年（1709年）2月1日、60歳で死去した。

## 系譜
- 父：京極高直（1633-1663）
- 母：水野忠善の娘
- 養子
  - 男子：京極高住（1660-1730） - 京極高直の四男